# Línea 6 (Buenos Aires)
La línea 6 fue una histórica línea de colectivos de la Ciudad Autónoma de Buenos Aires. Unía los barrios de Villa Soldati y Nueva Pompeya con el barrio de Retiro hasta el 5 de mayo de 2025, cuando su servicio fue fusionando con la línea 50. 
La misma era operada por NUDO S.A., quien también opera a las líneas 50, 107 y 150 y pertenece a la sociedad entre las empresas Nuevos Rumbos S. A. y el Grupo DOTA. 
El 5 de mayo de 2025, la línea 6 pasó a formar parte de la Línea 50 quedando como ramal secundario de la misma, funcionado oficialmente como el ramal "C" de la línea, pero no llegando más a Retiro, sino que a Correo Central. Y también fue extendiendo hasta Avenida Eva Perón y Colectora Este Avenida General Paz.

## Recorrido

### Villa Soldati - Retiro (por Brasil)
Ida a Retiro: Desde Av. General Francisco Fernández de la Cruz y Portela por Avenida General Francisco Fernández De La Cruz 3200-2900, San Pedrito 2800-3100, Corrales 2900-2600, Avenida Varela 3000-3200, Cóndor 2600-1400, Avenida del Barco Centenera 3100-3000, Esquiú 1400-900, Avenida Sáenz 1000-1, Avenida Almafuerte 800-1, Sánchez De Loria 2400-2100, Avenida Brasil 3300-1800, Avenida Entre Ríos 1800-1, Avenida Callao 1-400, Avenida Corrientes 1800-300, Avenida Leandro Nicéforo Alem 400-1200, San Martín 1200-1300, G. Giraldi 1300-1400, Avenida Doctor José María Ramos Mejía 1500-1700, Avenida Antártida Argentina, Avenida de los Inmigrantes, Avenida Presidente Ramón S. Castillo Hasta Hospital Ferroviario.
Regreso a Villa Soldati: Desde Hospital Ferroviario Por Avenida Presidente Ramón S. Castillo, Avenida de los Inmigrantes, Avenida Antártida Argentina, Avenida Doctor José María Ramos Mejía 1700-1300, Avenida del Libertador 100-1, Avenida Leandro Nicéforo Alem 1200-800, 25 de Mayo 800-600, Tucumán 200-1400, Cerrito 600-500, Lavalle 1100-1700, Rodríguez Peña 500-1, Avenida Rivadavia 1700-1800, Solís 1-100, Hipólito Yrigoyen 1800-1700, Solís 100-1400, Constitución 1700-1900, Combate De Los Pozos, Avenida Brasil 1900-3200, 24 de noviembre de 2000-2300, Avenida Caseros 3200-3700, Raulet 1-250, Avenida Sáenz 250-1000, Esquiú 900-1400, Tabaré 1400-2300 , Carlos Berg 3100-3300, Carlos María Ramírez 2300-2600, Avenida Varela 3200-2800, General Fructuoso Rivera 2600-3100, José Martí 2900-3100, Avenida General Francisco Fernández De La Cruz Hasta Portela.

### Nueva Pompeya - Retiro (por Brasil)
Ida a Retiro: Desde Esquiu y Av. Sáenz por Avenida Sáenz 1000-1, Avenida Almafuerte 800-1, Sánchez De Loria 2400-2100, Avenida Brasil 3300-1800, Avenida Entre Ríos 1800-1, Avenida Callao 1-400, Avenida Corrientes 1800-300, Avenida Leandro Nicéforo Alem 400-1200, San Martín 1200-1300, G. Giraldi 1300-1400, Avenida Doctor José María Ramos Mejía 1500-1700, Avenida Antártida Argentina, Avenida de los Inmigrantes, Avenida Presidente Ramón S. Castillo Hasta Hospital Ferroviario.
Regreso a Nueva Pompeya: Desde Hospital Ferroviario Por Avenida Presidente Ramón S. Castillo, Avenida de los Inmigrantes, Avenida Antártida Argentina, Avenida Doctor José María Ramos Mejía 1700-1300, Avenida del Libertador 100-1, Avenida Leandro Nicéforo Alem 1200-800, 25 de Mayo 800-600, Tucumán 200-1100, Cerrito 600-500, Lavalle 1100-1700, Rodríguez Peña 500-1, Avenida Rivadavia 1700-1800, Solís 1-100, Hipólito Yrigoyen 1800-1700, Solís 100-1400, Constitución 1700-1900, Combate De Los Pozos, Avenida Brasil 1900-3200, 24 de noviembre de 2000-2300, Avenida Caseros 3200-3800, Avenida Chiclana 3800-3700, Avenida Boedo 2000-2100, Avenida Sáenz 1-1000 Hasta Esquiú.

## Lugares de interés

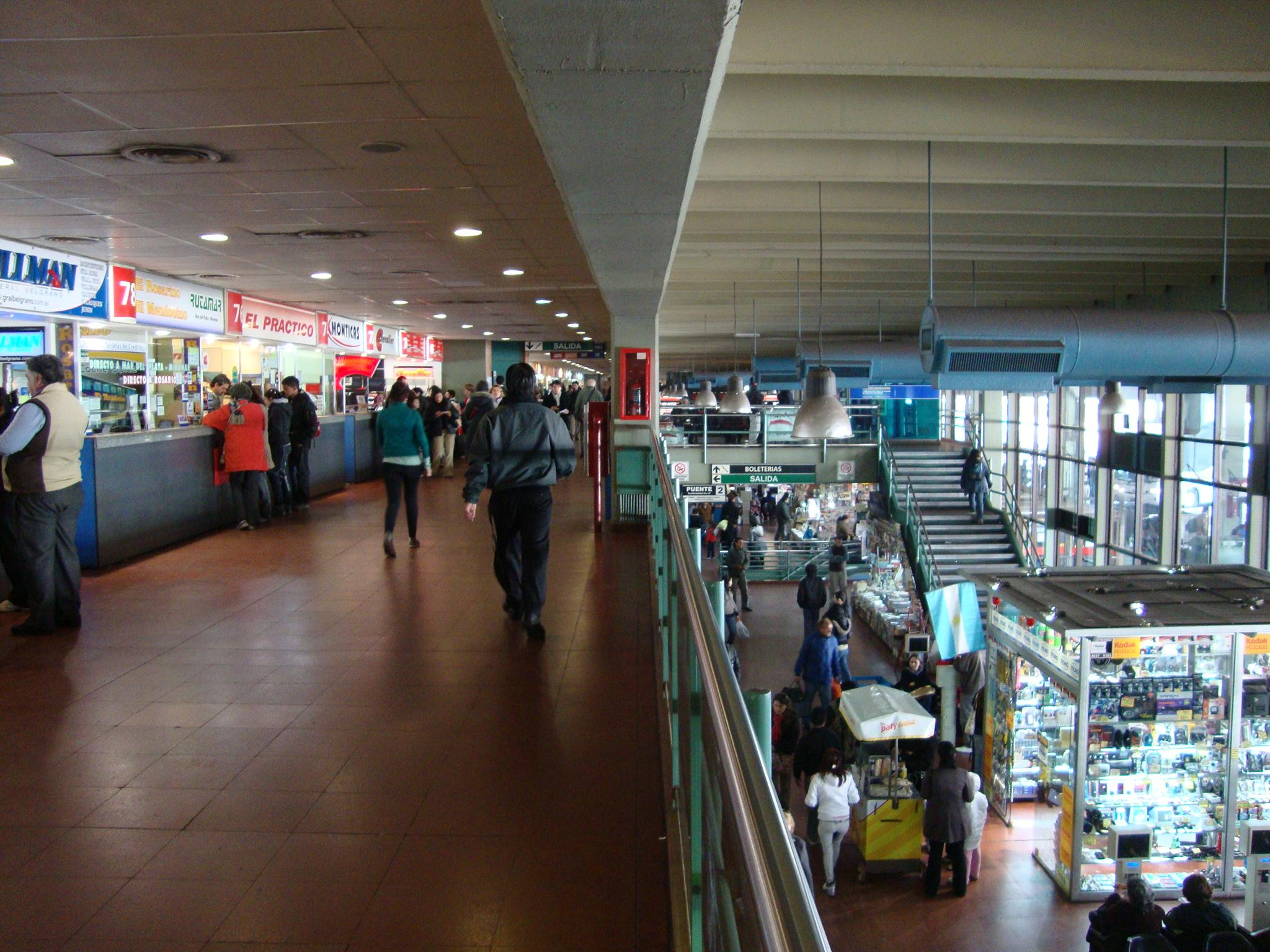
Terminal de Ómnibus de Retiro
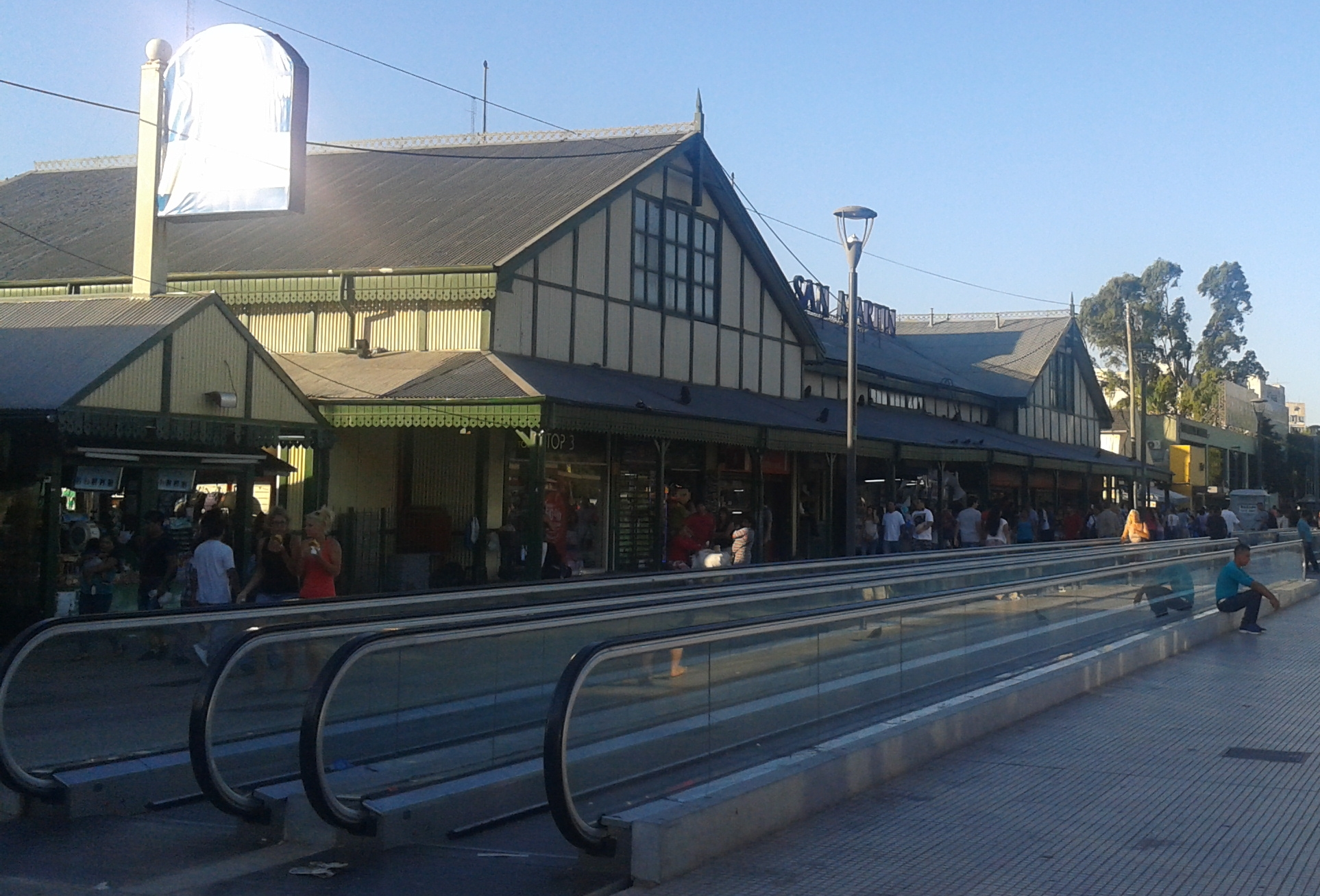
Estación Retiro Línea San Martín
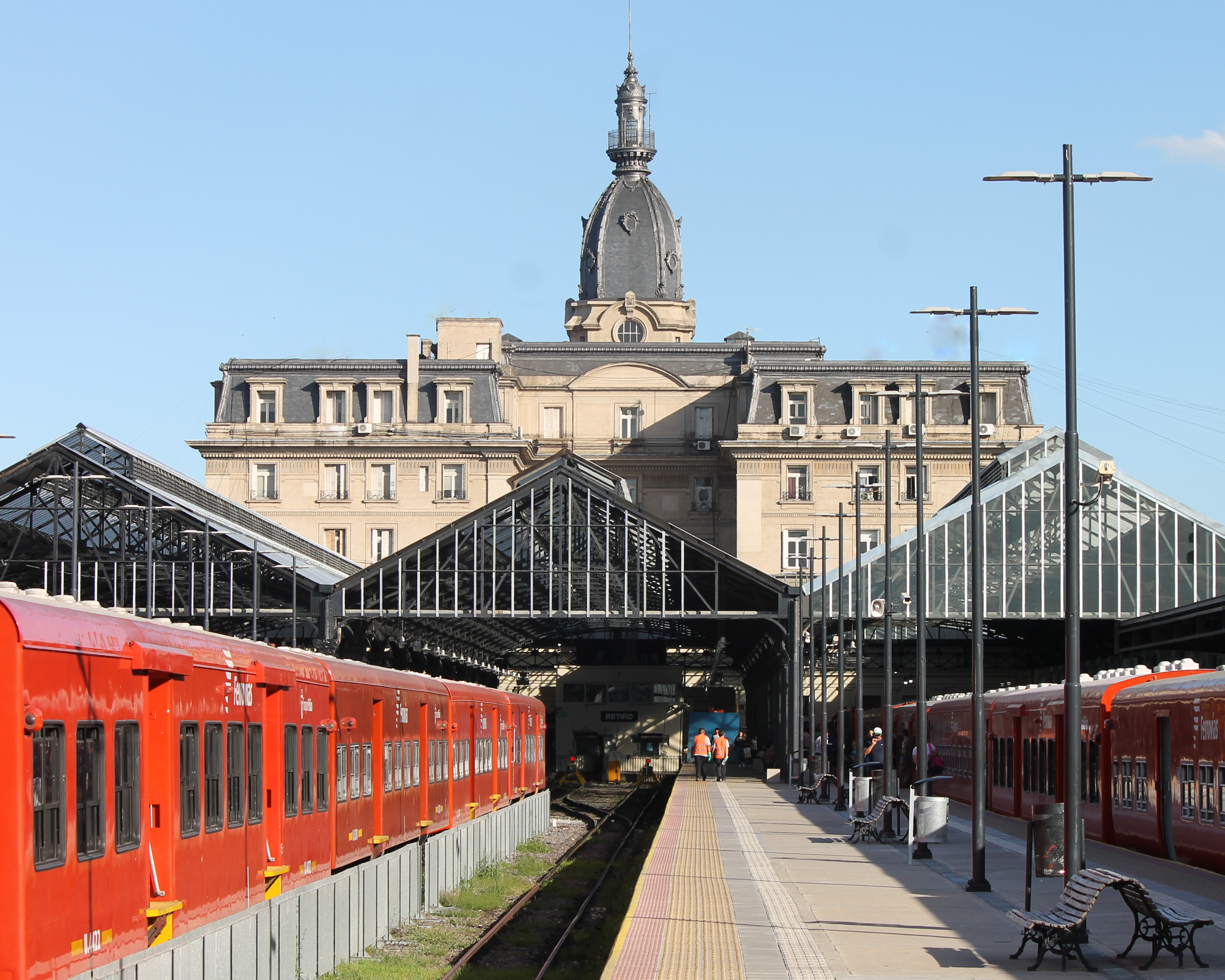
Estación Retiro Línea Belgrano Norte
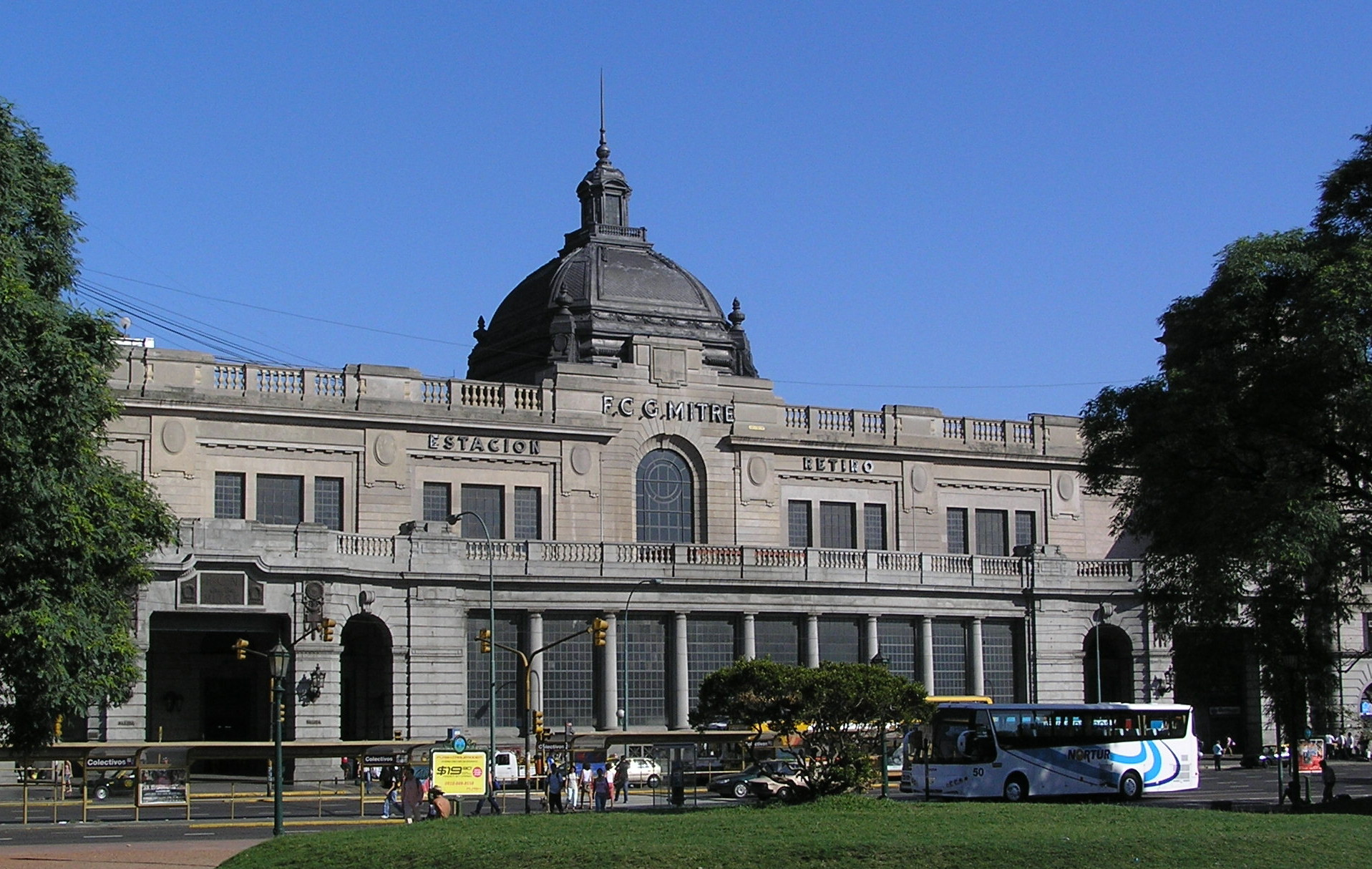
Estación Retiro Línea Mitre
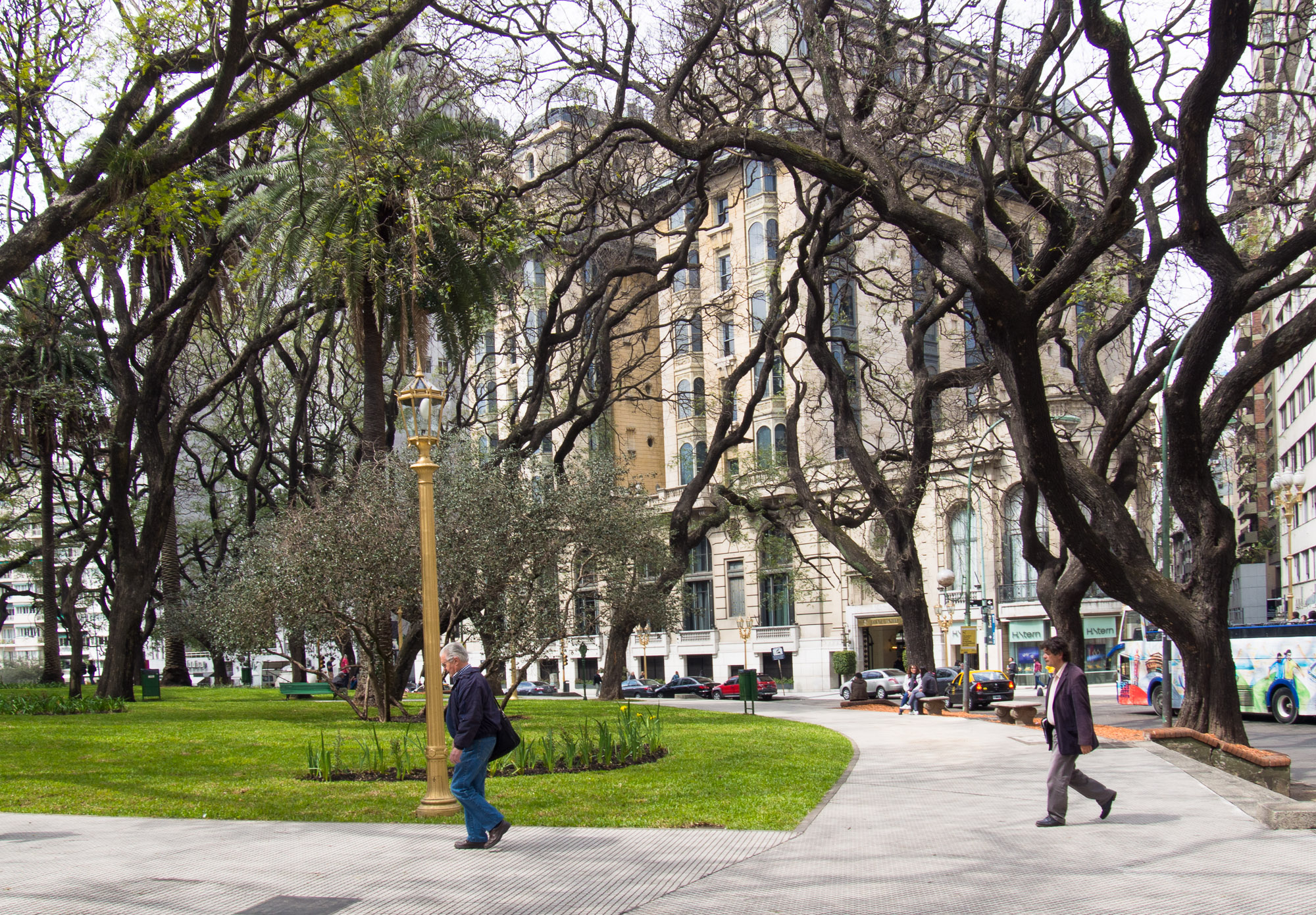
Plaza General San Martín
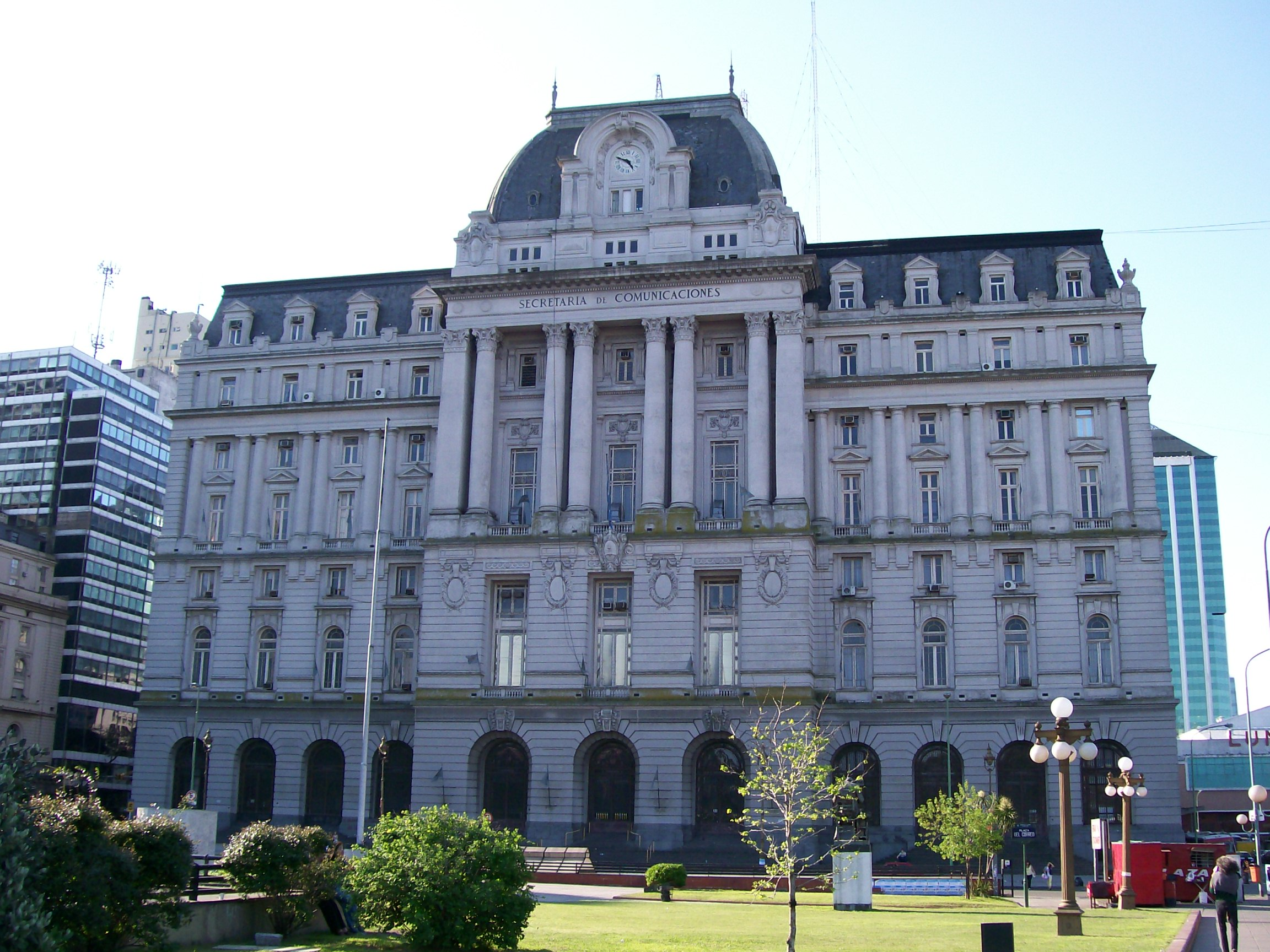
Centro Cultural Kirchner
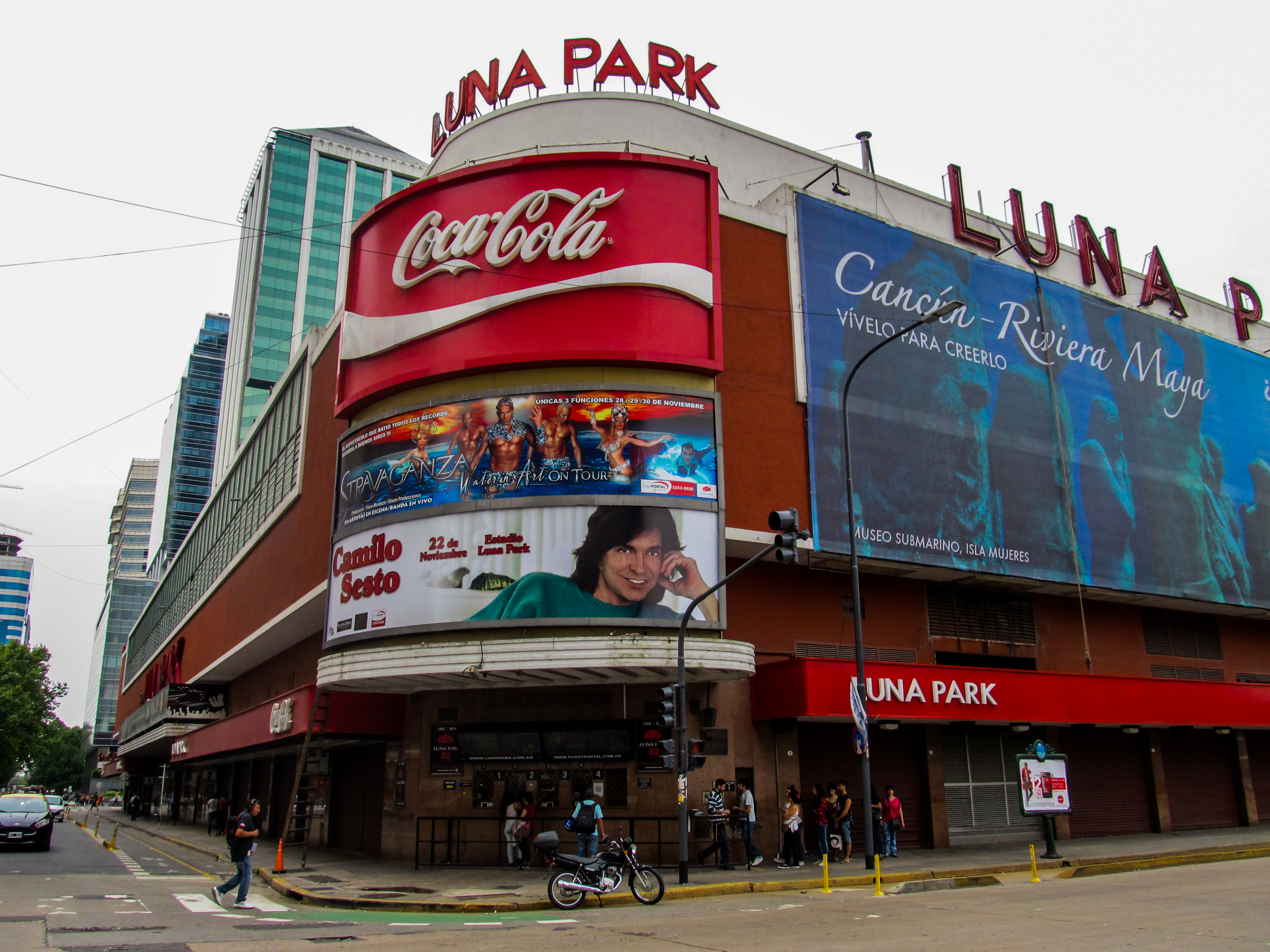
Luna Park
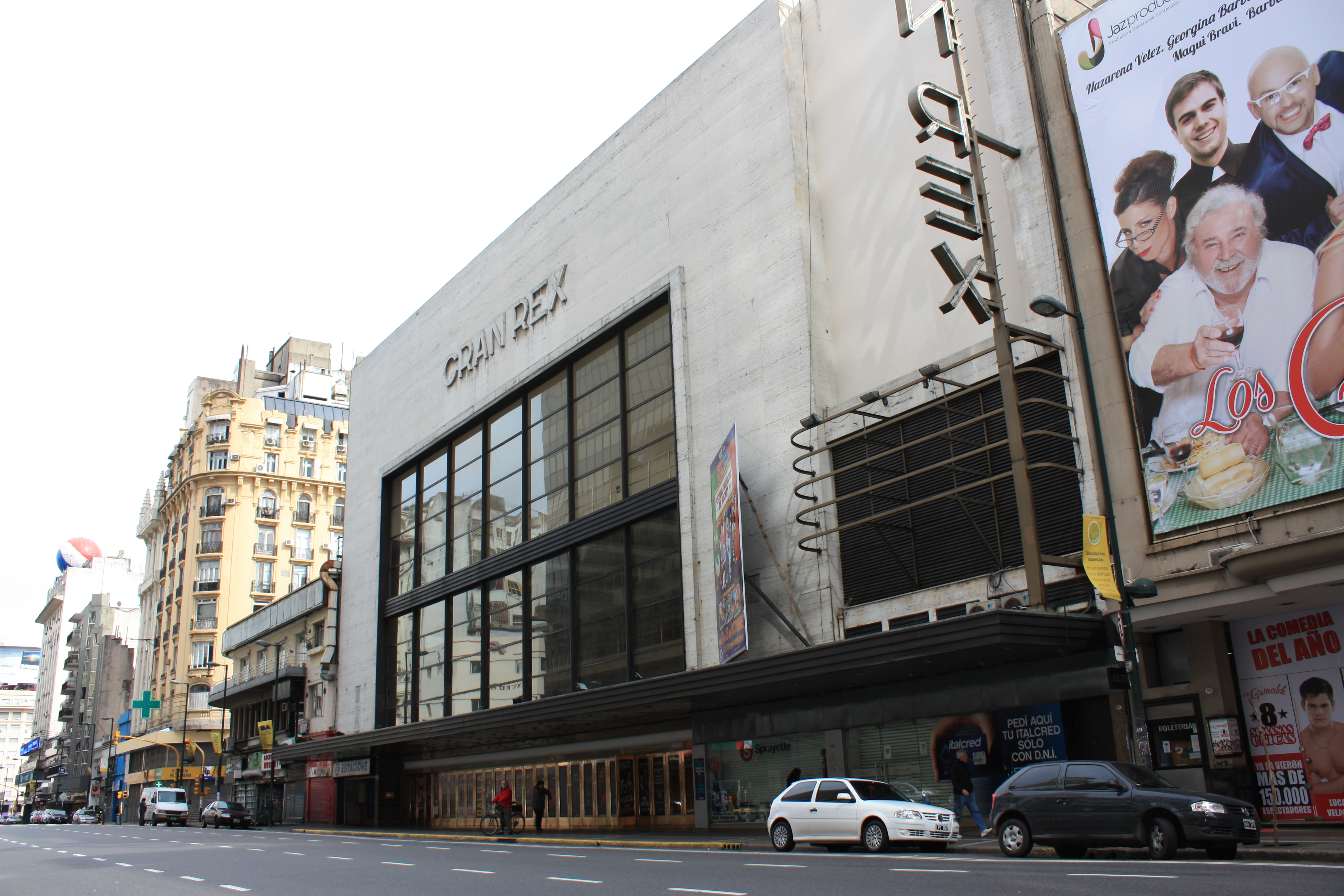
Teatro Gran Rex
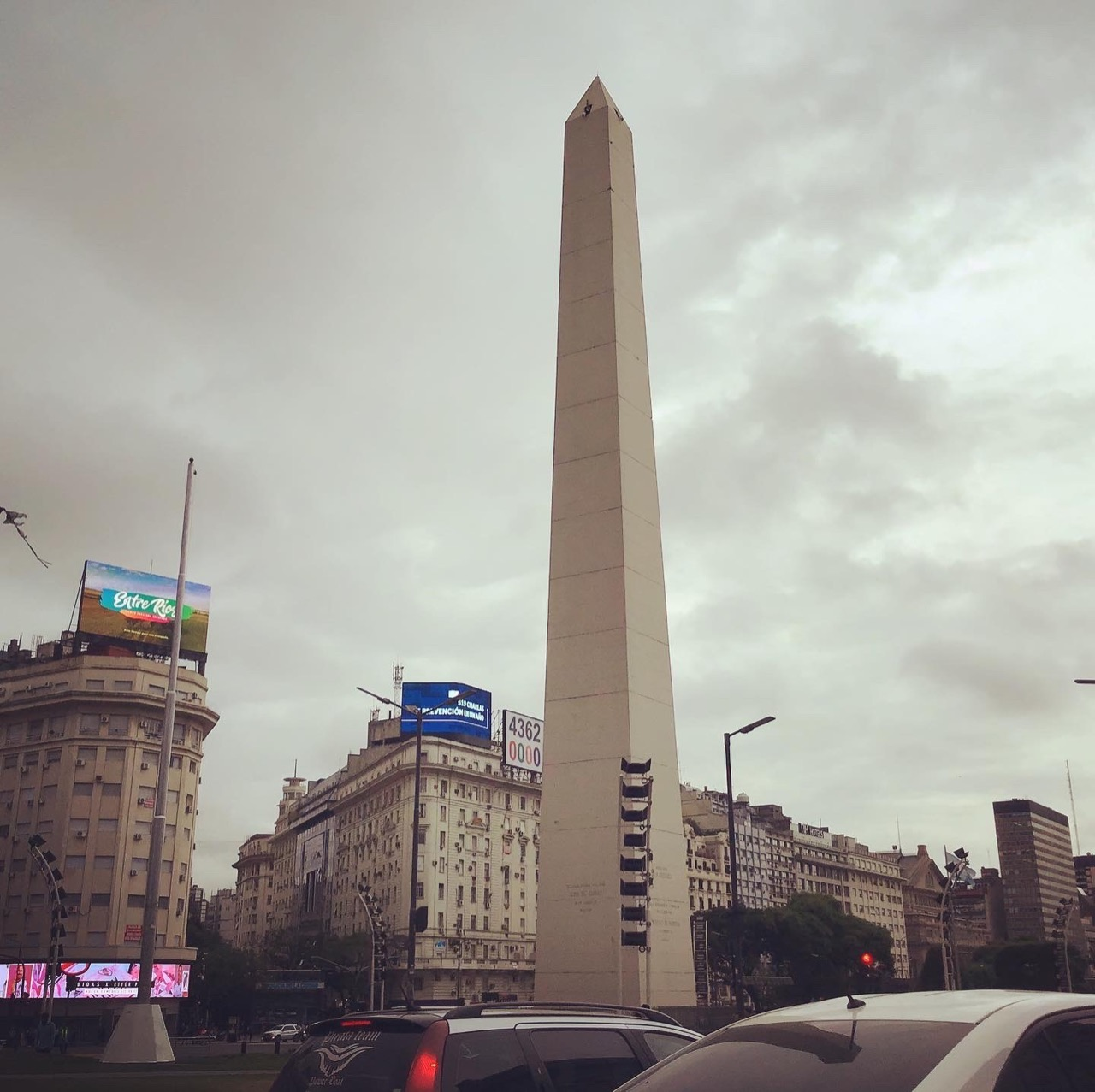
Obelisco
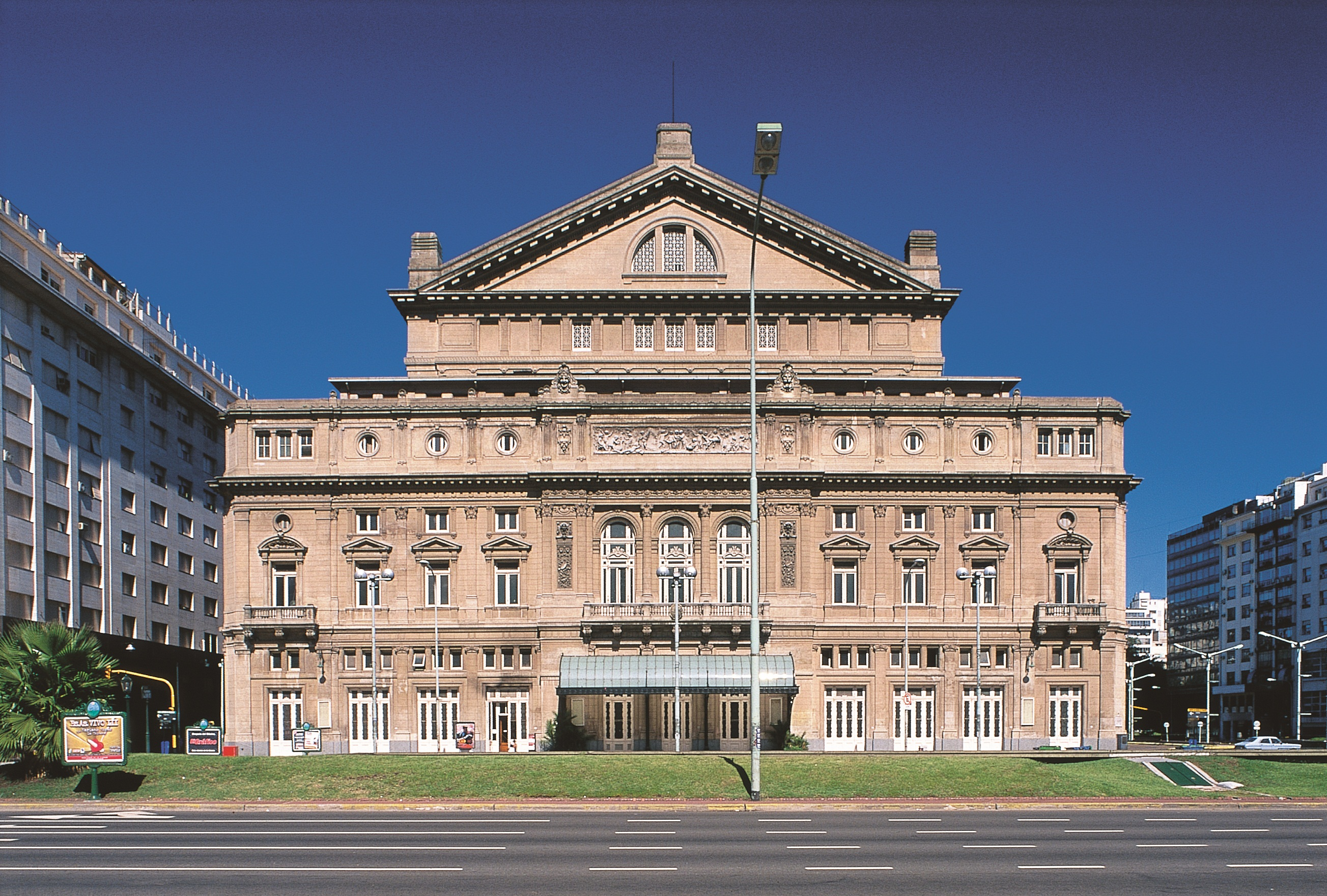
Teatro Colón
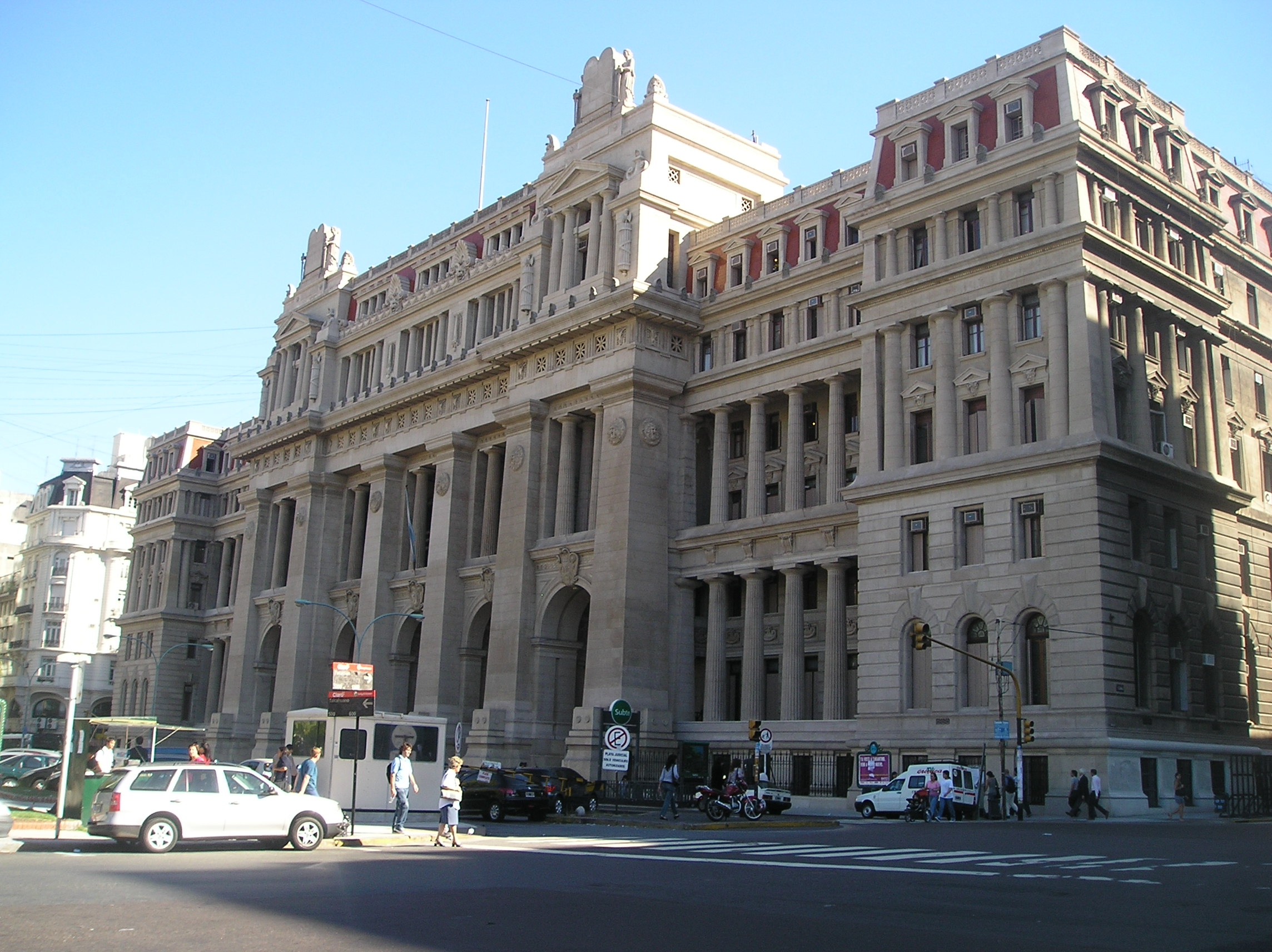
Palacio de Tribunales
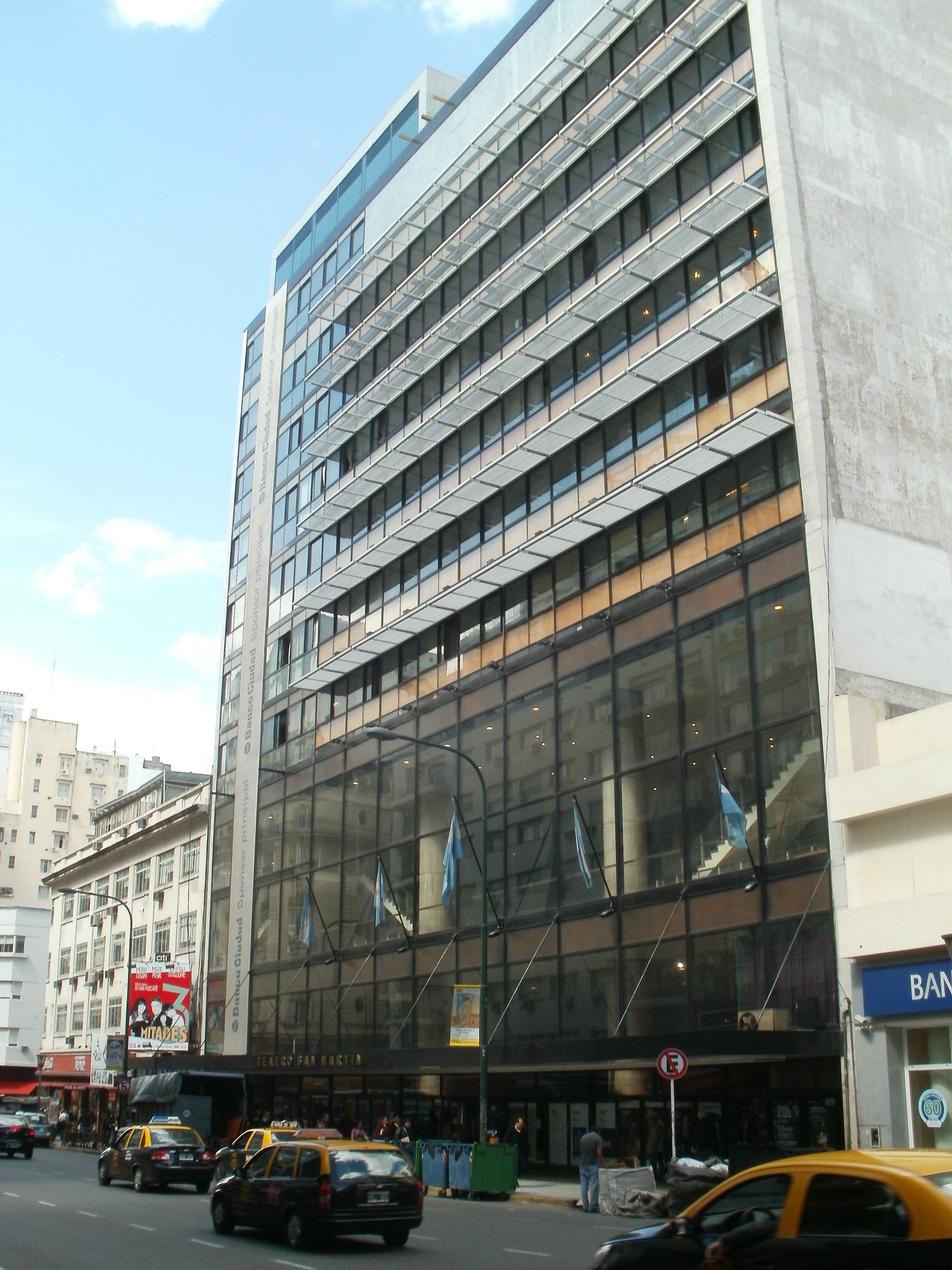
Teatro General San Martín
Paseo La Plaza
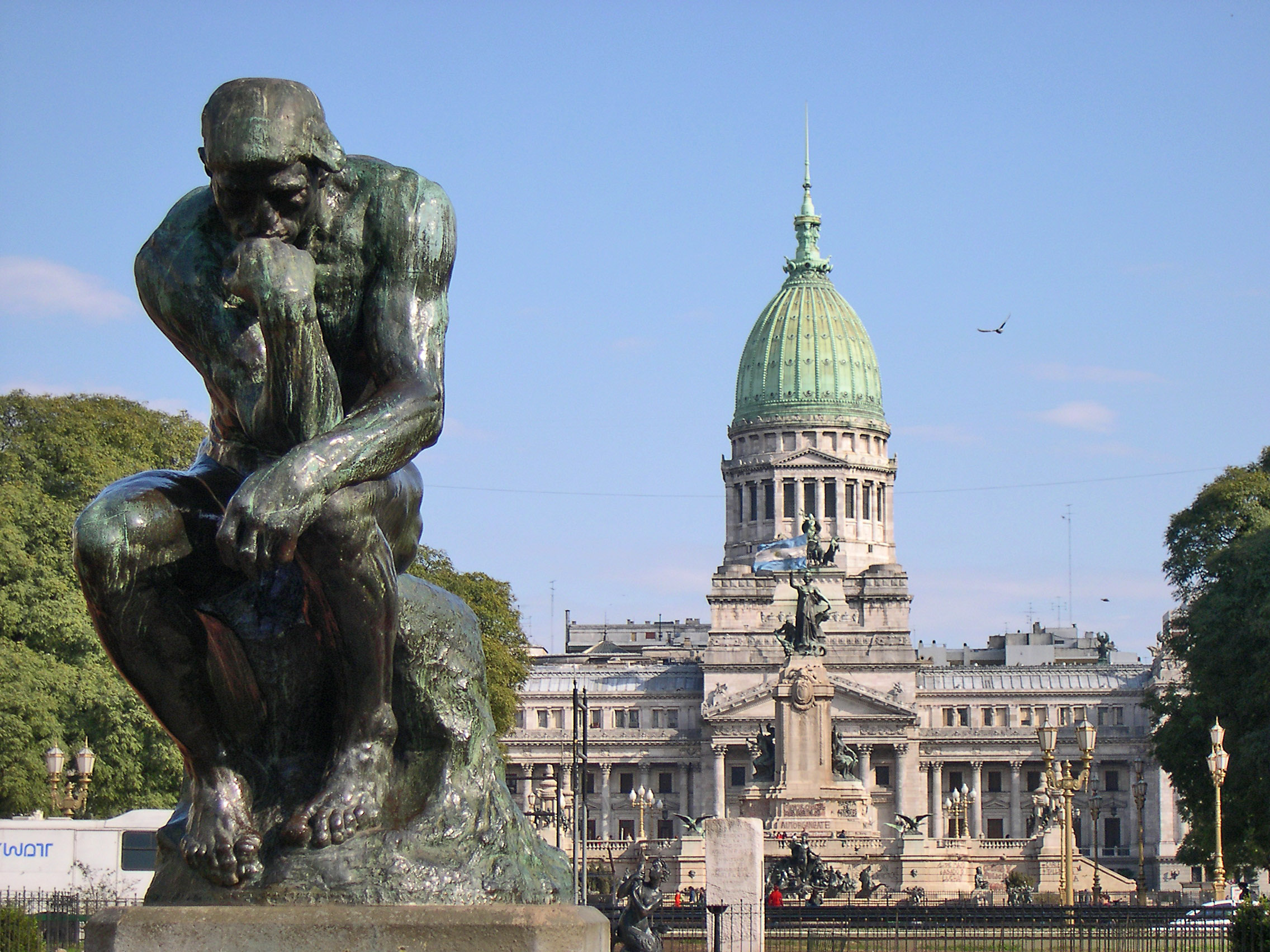
Palacio del Congreso
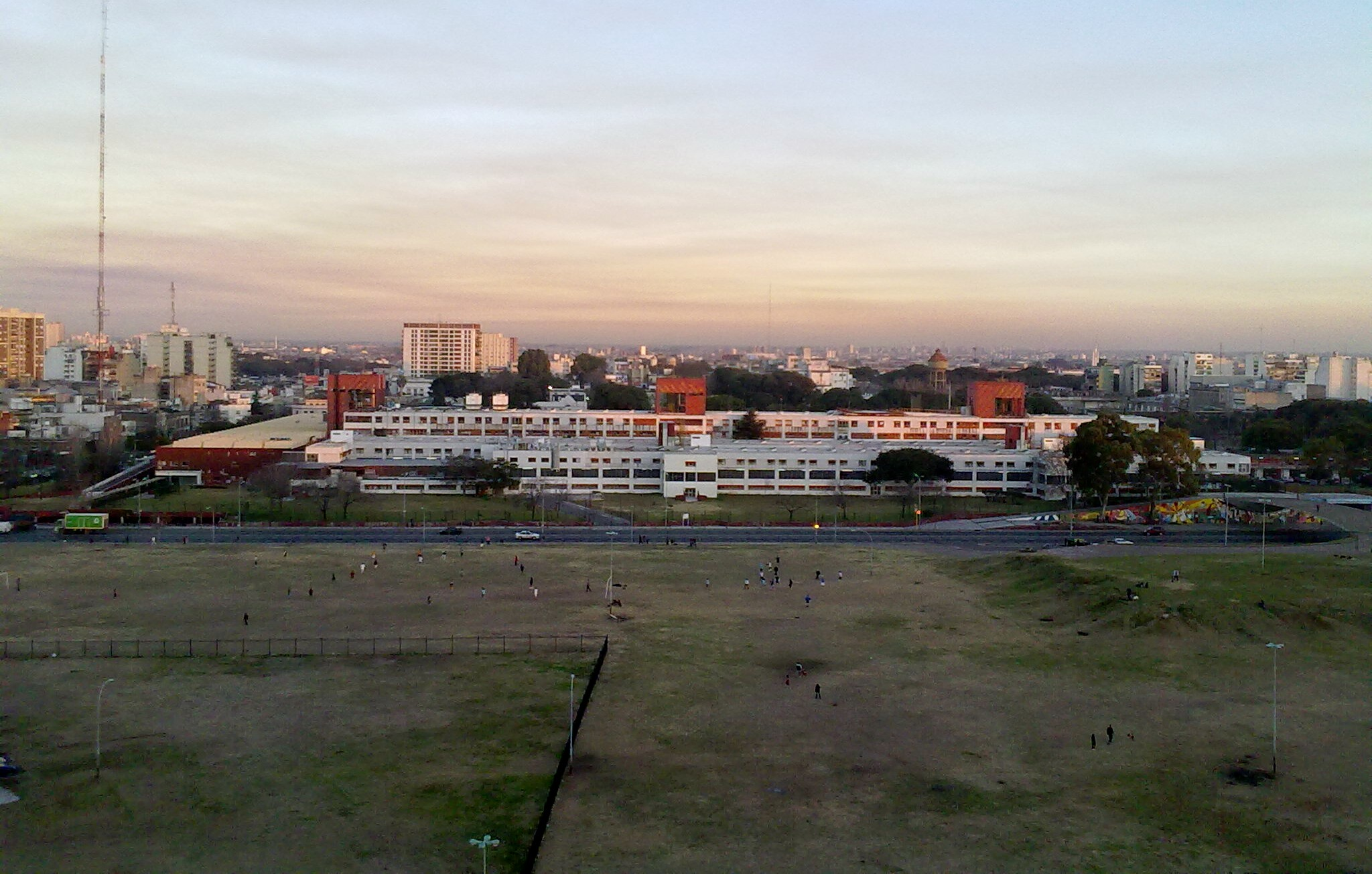
Hospital Garrahan
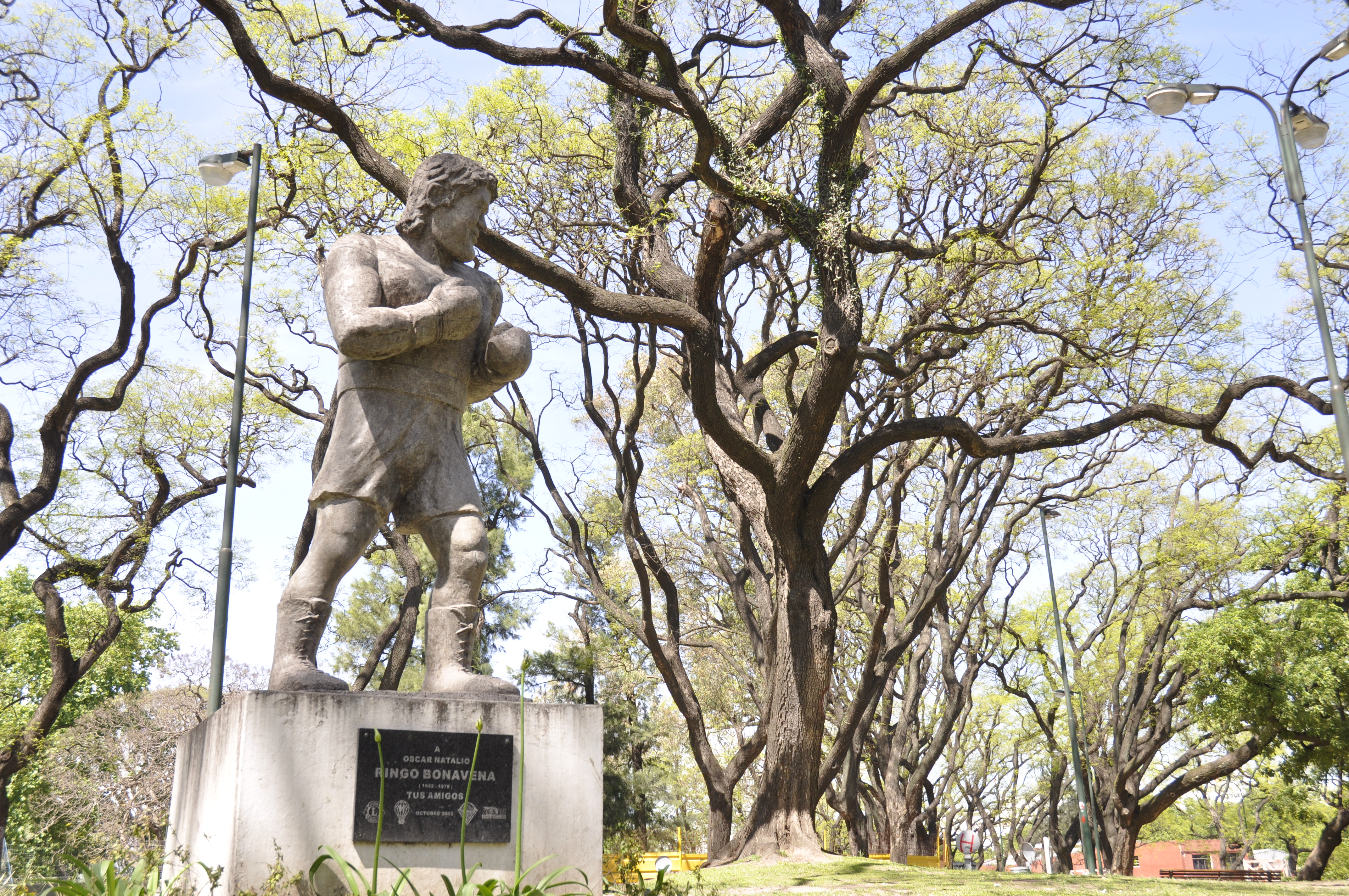
Parque de los Patricios
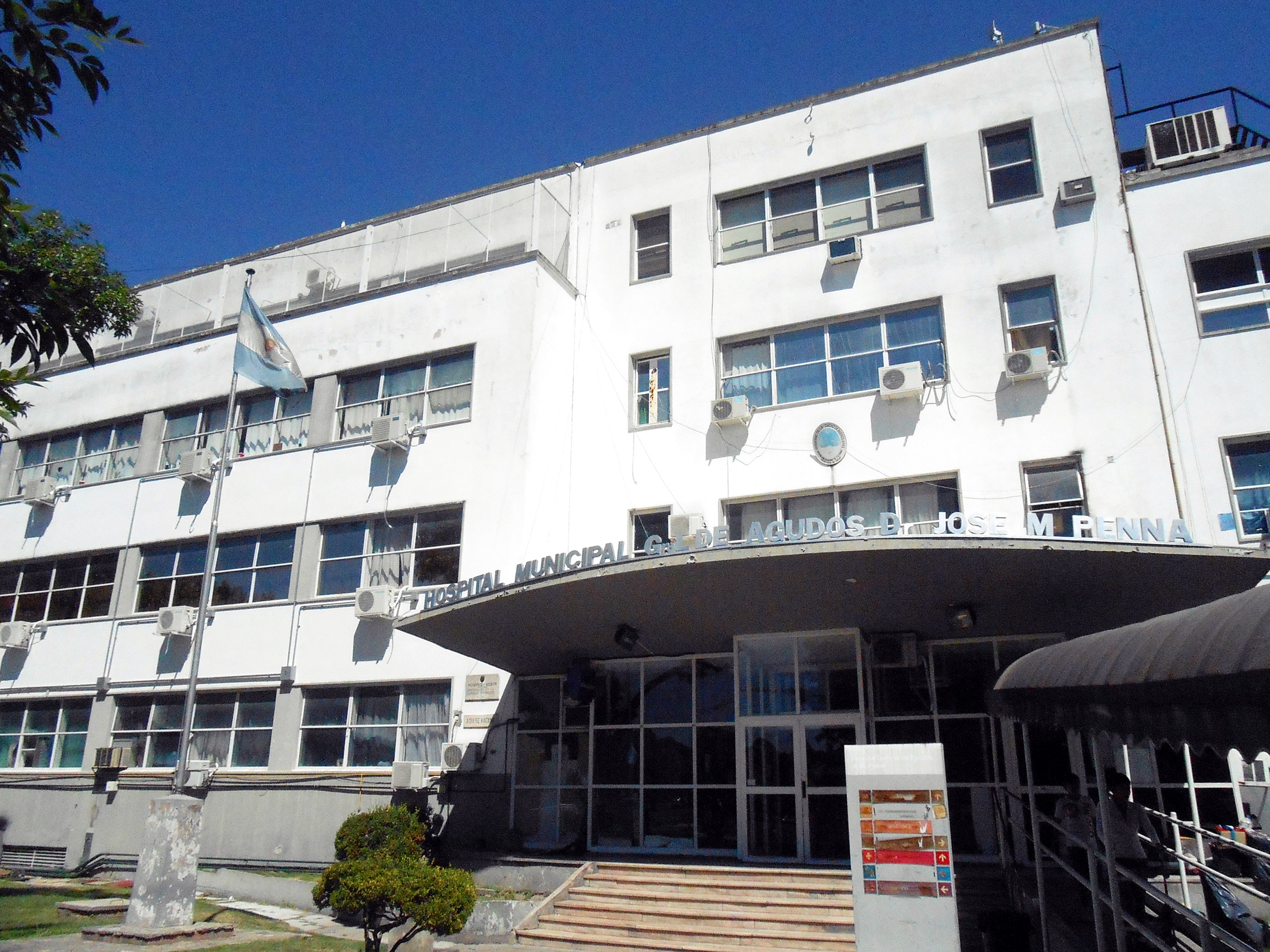
Hospital General de Agudos Dr. José María Penna
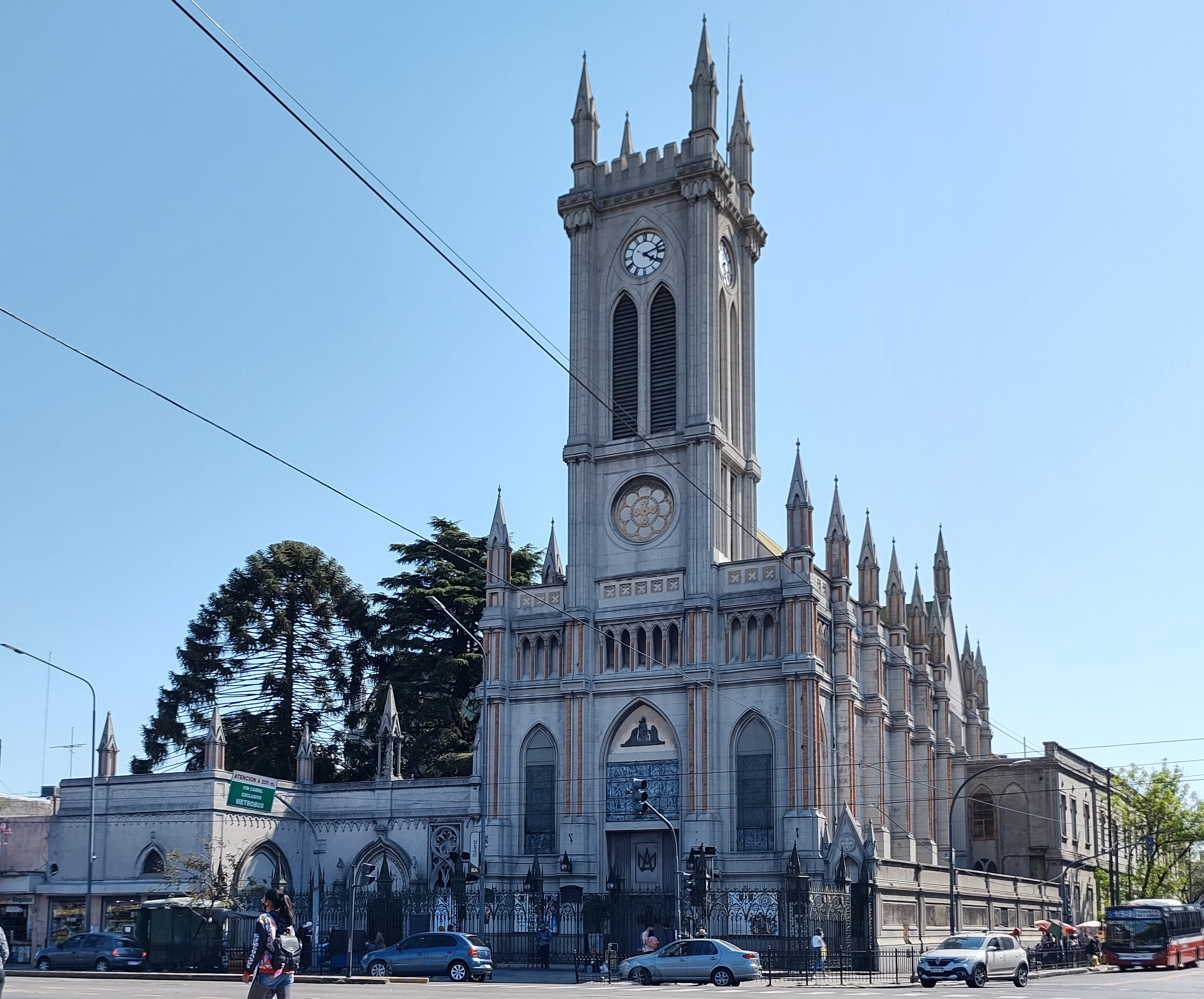
Santuario Nuestra Señora del Rosario de Pompeya

## Pasajeros
| Año  | Pasajeros | Pasajeros por día | Variación |
| ---- | --------- | ----------------- | --------- |
| 2016 | 6 207 109 | 16 959            | 0,00%     |
| 2017 | 5 625 342 | 15 412            | 9,37%     |
| 2018 | 4 860 704 | 13 317            | 13,59%    |

Fuente: Ministerio de Transporte